# Mavis Freeman (Schwimmerin)

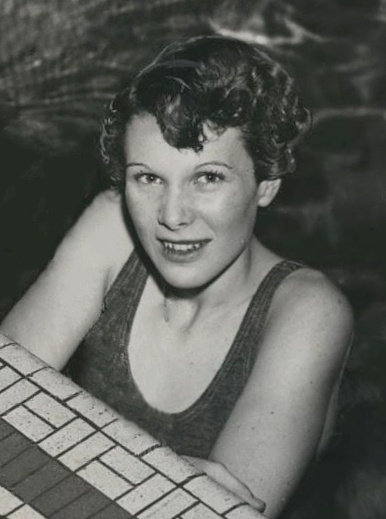
Mavis Freeman (1935)

Mavis Anne Freeman (* 7. November 1918 in Brooklyn, New York City; † Oktober 1988) war eine Schwimmerin aus den Vereinigten Staaten, die eine olympische Bronzemedaille gewann.

## Karriere
Mavis Freeman schwamm für die Women’s Swimming Association in New York City. 1936 und 1937 war sie Meisterin der Amateur Athletic Union über 400 Meter Freistil.
Bei den Olympischen Spielen 1936 in Berlin erreichte die 4-mal-100-Meter-Freistilstaffel mit Mavis Freeman, Bernice Lapp, Olive McKean und Elizabeth Ryan das Finale in 4:47,1 Minuten und war damit die drittschnellste Staffel. Im Endlauf schwammen Katherine Rawls, Bernice Lapp. Mavis Freeman und Olive McKean in 4:40,2 Minuten auf den dritten Platz hinter den Niederländerinnen und den Deutschen.